# 1556 w literaturze
Wydarzenia literackie w 1556 roku.

## Zmarli
- Fuzuli, poeta azerski